# Korintski prekop
Korintski prekop (grško Διώρυγα της Κορίνθου, latinizirano: Dhioryga tis Korinthou) je prekop, ki povezuje Korintski zaliv s Saronskim zalivom oziroma Jonsko morje z Egejskim morjem. Prereže ozko Korintsko ožino in ločuje Peloponez od grške celine. Prekop leži na morski gladini, zato nima zapornic. Je 6,4 km dolg in le 21,4 m širok pri dnu, tako da je neprehoden za večino sodobnih ladij. Zdaj ima le manjši gospodarski pomen.

## Zgodovina

### Antični poskusi
Več vladarjev v antiki je sanjalo o prekopu skozi ožino. Prvi, ki je predlagal tak projekt, je bil tiran Periander v 7. stoletju pred našim štetjem. Projekt je bil opuščen in Periander je namesto tega zgradil enostavnejšo in cenejšo kopno prevozno pot, imenovano diolkos ali kamnita cesta, po kateri so lahko vlekli ladje z ene strani ožine na drugo. Ostanke lahko vidimo še danes poleg sodobnega prekopa. 
Diadoh Demetrij I. Makedonski (grško Demetrios Poliorketes) (337−283 pr. n. št.) je načrtoval gradnjo prekopa, ki bi izboljšal prometne povezave, vendar so njegovi geodetski načrti propadli, ker so se bali, da bi nastala velika poplava, če bi predrli ožino.
Filozof Apolonij Tijanski je prerokoval, da bo uničen vsak, ki bo predlagal kopati korintski prekop. Trije rimski vladarji so to predlagali in vsi so dočakali nasilno smrt; zgodovinar Svetonij je zapisal, da je rimski diktator Julij Cezar nameraval kopati predor skozi ožino, vendar je bil umorjen, preden je lahko začel. Kaligula, njegov naslednik kot tretji rimski cesar, je naročil študijo leta 40 n. št. pri egiptovskih strokovnjakih, ki so napačno trdili, da je Korintski zaliv višji od Saronskega. Zato so mislili, da bi nastale poplave, če bi izkopali prekop čez otok Ajgino. Tudi Kaligula je bil umorjen. 
Cesar Neron je bil prvi, ki je dejansko poskušal zgraditi prekop, osebno je zakopal v tla s krampom in odstranil prvo košaro materiala leta 67, vendar pa je bil projekt opuščen, ker je kmalu zatem umrl. Rimska delovna sila, ki jo je sestavljalo 6000 judovskih vojnih ujetnikov, je začela kopati 40−50 m široke jarke z obeh strani, medtem ko je tretja skupina na grebenu vrtala globoke jaške za sondiranje kakovosti kamnine (ki so bile ponovno uporabljene leta 1881 za isti namen). Po Svetoniju je bil prekop izkopan na razdalji štirih stadijev (približno 700 metrov), približno desetino celotne razdalje čez ožino). Spominski poskus v obliki reliefa Herkula, ko je Neron prekinil dela, je še vedno mogoče videti v današnjem prekopu.  Razen tega da je sodobni prekop sledil isti poti kot Neronov, ni nič ohranjeno.
Znan filozof in rimski senator Herod Atiški je tudi poskušal kopati prekop v 2. stoletju našega štetja, vendar ni bil uspešen.  Tudi Benečani leta 1687 po osvajanju Peloponeza niso sprožili projekta. 

### Konstrukcija sodobnega prekopa
Ideja o Korintskem prekopu je oživela leta 1830, ko je Grčija postala uradno neodvisna, ko ni bila več del Otomanskega imperija. Grški državnik Joanis Kapodistrias se je pri francoskih inženirjih pozanimal za ceno, ki bi bila približno 40 milijonov zlatih frankov, kar je bilo predrago za novo neodvisno državo. Ponovna pobuda je bila dana z odprtjem Sueškega prekopa leta 1869 in v naslednjem letu je vlada premierja Trasivulosa Zaimisa sprejela zakon, ki je omogočil gradnjo Korintskega prekopa. Francoski podjetniki bi dela izvajali, vendar so po stečaju francoske družbe, ki je kopala Panamski prekop, francoske banke zavrnile posojilo in je družba šla v stečaj. Nova koncesija je bila podeljena  Société Internationale du Canal Maritime de Corinthe leta 1881, ki naj bi prekop zgradila in ga upravljala naslednjih 99 let. Gradnja se je uradno začela 23. aprila 1882 v prisotnosti kralja Jurija I. Grškega. 
Osnovni kapital družbe je bil približno 30.000.000 frankov, vendar je po osmih letih dela  zmanjkalo denarja in ponudba za izdajo 60.000 obveznic ni uspela. Vodja družbe, Madžar István Türr, je šel v stečaj, kot tudi podjetje samo in banke, ki so se dogovorile za zbiranje dodatnih sredstev za projekt.  Gradnja se je nadaljevala leta 1890, ko je bil projekt prenesen na grško družbo in bil končan 25. julija 1893 po enajstih letih dela.
Prekop je po končanem delu doživel finančne in izvedbene težave. Ozkost je oteževala navigacijo; njegove visoke skalne stene so usmerjale močan veter po dolžini, različni časi plimovanja v obeh zalivih so povzročali močne plimske tokove v kanalu. Iz teh razlogov mnogi upravljavci ladij niso želeli uporabljati prekopa in promet je bil daleč pod načrtovanim. Letni promet tik pod 4 milijoni neto tonami je bil načrtovan, a je leta 1906 dosegel le pol milijona neto ton letno. Motnje med prvo svetovno vojno so povzročile še večji upad prometa.
Drug pereč problem je bil posledica močnih prelomov sedimentnih kamnin na aktivnem potresnem območju, skozi katerega je prekop vrezan.  Visoke apnenčaste stene so bile že od začetka precej nestabilne. Čeprav je bil uradno odprt julija 1893, ni bil odprt za plovbo do naslednjega novembra zaradi plazov. Kmalu se je pokazalo, da plovba skozi prekop oslabi stene, kar povzroča dodatne zemeljske plazove. To je zahtevalo gradnjo dodatnih opornih zidov vzdolž roba prekopa na nekoliko več kot polovici dolžine.  Med letoma 1893 in 1940 je bil prekop zaprt štiri leta zaradi vzdrževanja in stabilizacije stene. Samo leta 1923 je 41.000 kubičnih metrov materiala padlo v prekop in kar  dve leti so potrebovali za čiščenje. 
Resna škoda je bila povzročena med drugo svetovno vojno, ko je bil prekop prizorišče spopadov zaradi strateške lege. 26. aprila 1941 so v bitki za Grčijo med obrambo britanskih vojakov in napadom sil nacistične Nemčije nemški padalci in vojaki poskušali zajeti glavni most čez prekop. Most so branili Britanci in je bil pripravljen za rušenje. Ko so Nemci v zgodnjih jutranjih urah 26. aprila napadli most, so ga Britanci porušili. [22] Drugi avtorji trdijo, da so nemški vojaki prerezali kable in zajeli most in da je britanska artilerija sprožila eksplozijo, ki je most uničila. 
Tri leta pozneje, ko so se nemške sile umaknile iz Grčije, je prekop nehal delovati zaradi nemške operacije "požgane zemlje". Nemške sile so uporabljale razstrelivo, da so sprožili usade in blokirali prekop, uničili mostove in razbitine in druge infrastrukture so postale ovira za plovbo. Inženirske enote vojske Združenih držav so začele čistiti prekop novembra 1947 in jim ga je uspelo delno znova odpreti 7. julija 1948 in za ves promet septembra tega leta. 

## Položaj
Prekop je 8 metrov globok, izkopan na morski gladini (torej ne zahteva nobenih zapornic), dolg je 6343 metrov, na vrhu je širok 24,6 m, na dnu pa 21,3 m. Skalne stene, ki se dvigajo 90 metrov  nad morsko gladino, so skoraj navpične oziroma pod kotom 80°. Prekop prečkajo železniška proga, cesta in avtocesta na višini približno 45 metrov. Leta 1988 sta bila zgrajena potopna mostova na morski gladini na vsakem koncu prekopa v vzhodnem pristanišču Istmija in zahodnem pristanišču Pozejdonija. 
Čeprav prekop prihrani 700 km poti okoli Peloponeza, je preozek za sodobne oceanske prevoznike, saj lahko sprejme le ladje širine do 17,6 metra in z ugrezom 7,3 metra. Ladje lahko prehajajo skozi v konvoju naenkrat enosmerno. Večje ladje vlečejo vlačilci. [28] Prekop danes večinoma uporabljajo turistične ladje.